# Praeobsoletes
Praeobsoletes es un género de foraminífero bentónico de la subfamilia Fusulinellinae, de la familia Fusulinidae, de la superfamilia Fusulinoidea, del suborden Fusulinina y del orden Fusulinida. Su especie tipo es Obsoletes burkemensis. Su rango cronoestratigráfico abarca desde el Moscoviense hasta el Kasimoviense (Carbonífero superior).

## Discusión
Clasificaciones más recientes incluirían Praeobsoletes en la subclase Fusulinana de la clase Fusulinata. Algunas clasificaciones lo han considerado válido e incluido en la subfamilia Pulchrellinae.

## Clasificación
Praeobsoletes incluye a las siguientes especies:
- Praeobsoletes burkemensis †
- Praeobsoletes curtus †
- Praeobsoletes pauper †
- Praeobsoletes tethydis †
- Praeobsoletes timanicus †